# Kunene-Projekt
Das Kunene-Projekt (englisch Cunene Project, portugiesisch Esquema do Rio Cunene) bezeichnet ein Abkommen für komplexe Investitionsvorhaben, ursprünglich 1969 zwischen Südafrika (im Namen von Südwestafrika) und Portugal geschlossen, zur gemeinsamen wasser- und energiewirtschaftlichen Nutzung des Kunene im Süden Angolas. Der überwiegende Teil der technischen Anlagen dieses Projekts entstand mit südafrikanischem Kapital auf dem Territorium der angolanischen Provinz Cunene.

## Vorgeschichte

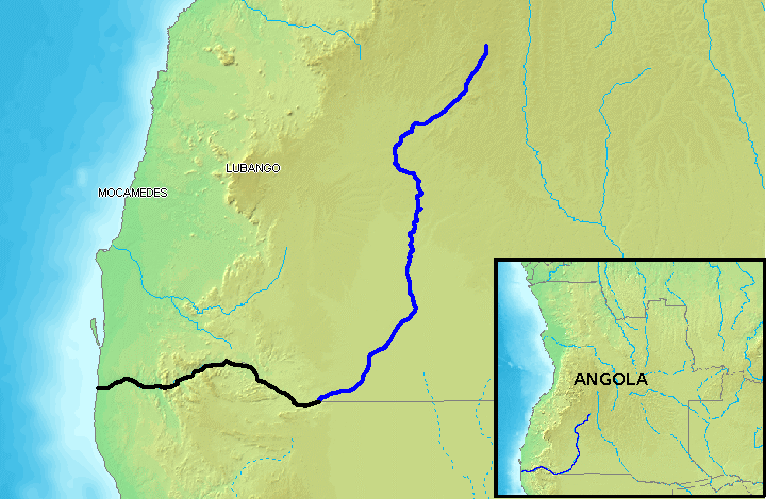
Verlauf des Kunene (blau in Angola, schwarz als Grenzfluss zwischen Angola und Namibia)

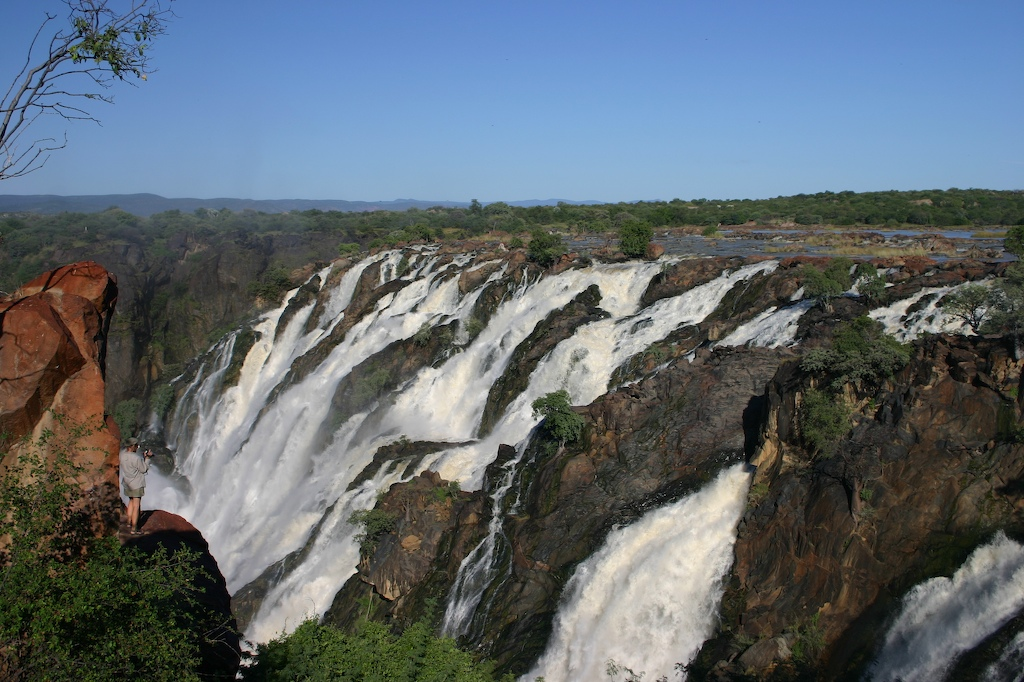
Die Ruacana-Wasserfälle nahe dem Wasserkraftwerk

Erwägungen, den Wasserreichtum des Kunene als Basis für ein Bewässerungssystem im Gebiet des nördlichen Namibias zu nutzen, sind erstmals von dem Geologen Ernest H. L. Schwarz an der Rhodes-Universität in Grahamstown vorgetragen worden. Er schlug 1919 vor, mittels eines Dammbauwerks am Kunene dessen Wasser in die Ebenen des Ovambolandes umzuleiten und auf diese Weise eine Bewässerung der Etosha-Pfanne zu erreichen. Seinen Vorschlag galt damals als nicht realisierbar und zu teuer. Trotzdem untersuchte 1927 eine gemeinsame Technische Kommission der Südafrikanischen Union und Portugals erneut diese Vision. Deren Arbeiten beruhten auf einer bilateralen Vereinbarung vom 1. Juli 1926 zur Nutzung des Kunenewassers.
Überlegungen zur Wassergewinnung am Kunene für die Bewässerung im damaligen Ovamboland wurden von Vertretern beider Staaten in einer Konferenz am 13. und 23. Juli 1927 in Olushandja diskutiert aber schließlich als zu schwierig eingeschätzt. Ende der 1920er Jahre brachte der Industrielle Ernest Oppenheimer diese Ideen wieder in die Öffentlichkeit, indem er den Bau eines Damms am Kunene zur Wasserversorgung der Bergbauindustrie in Südwestafrika durch eine seiner Firmen für möglich hielt, von einer Realisierung jedoch Abstand nahm.
Ab 1954 bis in die 1960er Jahre baute man im Ovamboland unter der Regie der Wasserbehörde der S.W.A.-Administration zahlreiche Dämme und Kanäle für die Bewässerung der sehr niederschlagsarmen Region. Darunter befanden sich auch ausgedehnte Kanalführungen, wie der etwa 100 Kilometer lange Etaka-Kanal von Eunda, an der angolanischen Grenze, über Tsandi nach Ongandjera. Pumpen förderten das Wasser aus einer Vielzahl von Bohrlöchern. Die Ausdehnung des Kanals bis zur Landesgrenze war in Hinsicht auf eine spätere Wasserzuleitung aus dem Kunene vorgenommen worden. Dafür war eine Pumpenstation am Südufer des Kunene unweit der Ortschaft Calueque vorgesehen, die Flusswasser über einen Höhenunterschied von 22 Metern durch eine 2500 Meter lange Pipeline in einen sich anschließenden Kanal. Die Energie für die Pumpstation sollte bis zum Bau des geplanten Kraftwerks über eine Interimsanlage zur Stromerzeugung an den Ruacana-Wasserfällen gewonnen werden. Das Projekt wurde Calueque Pumping Scheme (deutsch etwa: Calueque-Pumpensystem) genannt. Der projektierte Kanal hatte eine Länge von 12 Kilometern und seine Linienführung sollte die Grenze zu Südwestafrika bei der Siedlung Mahanene erreichen.

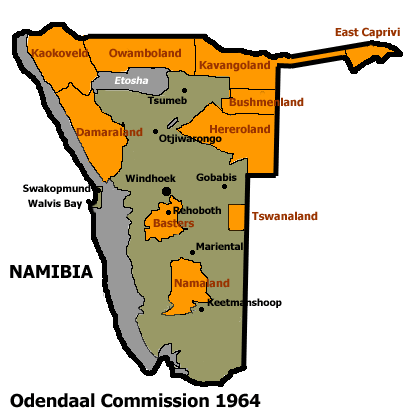
Soziologisch motivierte Aufteilung von Südwestafrika nach Vorschlägen der Odendaal Commission

Bis zu Beginn der 1960er Jahre verblieb die Energiesituation auf dem bisherigen Stand. Die Stromversorgung in Südwestafrika war weitgehend dezentralisiert und wenig leistungsfähig. Als im Jahre 1962 die südafrikanische Regierung die Odendaal Commission (analog zur Tomlinson-Kommission) zur Untersuchung des „sozio-ökonomischen“ Potenziale in Südwestafrika beauftragte, erlangten die früheren Überlegungen zur Wasserkraft wieder Aktualität. Der 1964 erschienene Abschlussbericht der Kommission regte die Energiegewinnung und die Wasserversorgung von Ovamboland mit Hilfe des Kunene erneut an und benannte einen möglichen Standort zur Elektroenergieerzeugung bei Ruacana. Als konkrete Maßnahme daraus gründete man unter Führung der südafrikanischen Industrial Development Corporation die South West Africa Water and Electricity Corporation (SWAWEK, Vorgängerinstitution der Namibia Water Corporation). Ihre Aufgabe war die Entwicklung des Wasserkraftwerks von Ruacana und die Schaffung eines Elektroenergieübertragungsnetzes bis nach Windhoek.
1964 formulierten die Regierungen Portugals und Südafrika ihr gemeinsames Grundsatzinteresse an der Nutzung des Kunene-Flusses.
Südafrika unternahm zu Beginn der 1960er Jahre unabhängig von den Planungen der portugiesischen Kolonialverwaltung in Angola Studien zur Nutzung des Kunene an der Nordgrenze des von ihm besetzten Südwestafrikas. Portugal ersuchte dagegen in Südafrika um Unterstützung für seine kolonialpolitischen Ziele zu Gunsten der agrar- und energiewirtschaftlichen Potenziale im Einzugsgebiet des Kunene. Dabei hatte Portugal ein Aufforstungsprogramm mit nachfolgender Waldwirtschaft durch die Zellstoffindustrie im Blick. Beide Staaten unterzeichneten 1967 und 1968 Vorverträge bezüglich einer solchen Zusammenarbeit. Das im Januar 1969 geschlossene und umfassende Abkommen sah die Errichtung des Gove-Staudamms als zentrales Vorhaben der vereinbarten Entwicklung vor. Dieser sollte ein Ausmaß von 70 Kilometern Länge und 30 Kilometer maximaler Breite erreichen. Damit war die Regulierung des nachfolgenden Kunenelaufs auf einer Länge von 700 Kilometern beabsichtigt, worauf sich die Basis für 28 geplante Wasserkraftwerke gründen sollte. Die erste und tatsächlich umgesetzte Projektphase umfasste den Calueque-Damm mit dem Kavernenkraftwerk Ruacana.
In Bezug auf die agrarwirtschaftlichen Impulse durch ein hierbei zu schaffendes Bewässerungsgebiet erwarteten die Portugiesen auf angolanischer Seite die Entstehung von 150.000 Hektar Farmland, 350.000 Hektar Weideland und prognostizierte in der optimistischen Variante die Ansiedlung von 500.000 portugiesischen Siedlern. Auf dem Gebiet von Südwestafrika war mittels eines Kanalsystems die Bewässerung von 5,6 Millionen Hektar im Siedlungsbereich der Ovambo mit deren 270.000 Einwohner umfassenden Bevölkerung geplant.
In der Sitzung des südafrikanischen Parlaments vom 24. April 1968 berichtete der stellvertretende Minister for South-West African Affairs über den Stand der Vertragsverhandlungen zwischen Portugal und Südafrika bezüglich des Cunene Project. Dabei informierte er über das angolanische Vorhaben eines Staudammbaus und Wasserkraftwerks bei Matala für die Energieversorgung im Nachbarland, ferner über einen zu bauenden Staudamm bei Colueq, etwa 7 bis 8 Meilen von der Ovamboland-Grenze entfernt, zur Wasserversorgung in Südwestafrika sowie über einen vorgesehenen Ableitungsdamm für ein Wasserkraftwerk auf dem Territorium Südwestafrikas in der Nähe der Ruacana-Wasserfälle.

## Ziele und Entwicklung des Projekts unter wachsendem südafrikanischen Einfluss

### SüdafrikasDetente-Politik in Bezug auf Angola
Das Cunene Project begann schließlich am 21. Januar 1969 mit einer finalen Vertragsunterzeichnung zwischen dem südafrikanischen Botschafter in Portugal, A. J. Viljoen, der Regierung von Portugal und dem Präsidenten der IDC, Sieg Kuschke. Seitens der südafrikanischen Vertragsseite wurde die behördliche Leitung der SWAWEK (South West African Water and Electricy Commission) in diesem Projekt übertragen. Der Vertragsabschluss erfolgte im Januar 1969 und im August kam es zu den ersten Auftragsvergaben für den Staudammbau und die Errichtung von Pumpstationen.
Das Ziel dieser Vereinbarung bestand in der bilateral abgestimmten Errichtung von Anlagen zur Wassergewinnung und Elektrizitätserzeugung zu Gunsten von Angola und Südafrikas bzw. des von ihm besetzten Südwestafrika (heute Namibia). Diese Investitionspläne sollten die interregionale Vernetzung und Kooperation stärken und die politische Vorherrschaft Südafrikas in der Region des südlichen Afrikas vorantreiben. Im Zuge ihrer Umsetzung baute Südafrika mit seiner staatlichen und hierbei koordinierend eingesetzten Industrial Development Corporation unter Verwendung von Mitteln internationaler Finanzgeber die Dammanlagen auf angolanischem Territorium und ein unterirdisches Wasserkraftwerk auf südwestafrikanischer Seite nahe den Wasserfällen von Ruacana.
Das bilaterale Abkommen von 1969 sah im Punkt 1.2 folgende Ziele als Kernaufgaben des Vertrags vor:
- die Regulierung der Wasserdurchflussmenge des Kunene;
- die Verbesserung der Stromerzeugung aus Wasserkraft in Matala;
- der Beginn einer Bewässerung und die Wasserversorgung der Bevölkerung und für agrarwirtschaftliche Zwecke am Mittellauf des Kunene;
- die Bereitstellung von Wasser für die Bevölkerung und für agrarwirtschaftliche Zwecke in Südwestafrika und für die erstmalige Bewässerung in Ovamboland;
- die Erzeugung von Strom aus Wasserkraft bei Ruacana.

### DasCunene Projectin den Beziehungen zwischen Südafrika und Portugal
Auf der Grundlage der Vereinbarung beider Staaten konnte Südafrika 10 Prozent des Wassers aus dem Kunene für eigene Zwecke kostenfrei auf das von ihm beherrschte Gebiet ableiten. Eine Pipeline und 260 Kilometer umfassende Kanalführungen wurden gebaut, um für die „Vier O-Regionen“ Wasser bereitzustellen. Für den Betrieb des Wasserkraftwerks Ruacana vereinbarte man als Lizenzleistung eine jährliche Zahlung von 400.000 Rand an die portugiesischen Behörden. Das Kraftwerk sollte seine Wasserzufuhr über ein Wehr auf angolanischer Seite erhalten. Die Inbetriebnahme des Kraftwerks war für April 1978 vorgesehen, wonach es 320 MW Leistung in das Stromnetz von Südwestafrika einspeisen sollte. Zudem sollten ab 1976 Arbeitsplätze für 2000 Schwarze aus Angola und 700 Weiße bereitstehen. Im Februar 1976 erläuterte der südafrikanische Wirtschaftsminister den Projektumfang in der Nationalversammlung. Er nannte dabei die bisher ermittelten Projektkosten von 127,432 Millionen Rand. Es kämen weitere 3,266 Millionen Rand für den Bau von Wasserverbundsystemen hinzu. Südafrika drängte auf eine schnelle Inbetriebnahme der Wasserlieferung für die Ovambo-Region. Diese begannen im August 1973 mit dem Auffüllen der Kanäle durch das Pumpensystem.
Die Bedeutung der südafrikanisch-portugiesischen Zusammenarbeit auf dem Gebiet des Staudammbaus und der Energiewirtschaft spiegelte sich auch in den offiziellen Kontakten beider Länder wider. Anlässlich des Besuchs des portugiesischen Außenministers Rui Patrício im März 1973 in Südafrika auf Einladung seines Amtskollegen Hilgard Muller wurden diesbezügliche Fragen erörtert. Muller betonte die sehr gute Zusammenarbeit mit Portugal und benannte beispielhaft die Fortschritte im Cabora Bassa project und vom Kunene River Basin Development Scheme. Im selben Jahr kamen der Oberbefehlshaber der portugiesischen Streitkräfte in Mosambik, General Kaúlza Oliveira de Arriaga, und der oberste Kommandeur des portugiesischen Militärs in Angola, General Joaquim da Luz Cunha zu einer Visite nach Südafrika.
Die sich entwickelnden Beziehungen beider Seiten ermöglichten eine Erweiterung der wirtschaftlichen Kooperation. Das Cunene Project verschaffte auch der von Südafrika aus operierenden Bergbauindustrie neue Tätigkeitsfelder. 1973 erhielt die Companhia Mineira de Cunene das alleinige Schürfrecht für mineralische Rohstoffe, ausgenommen Diamanten sowie Erdgas und Erdöl, in der Zone entlang des Cunene. Diese Bergbaugesellschaft wurde als ein gemeinsames Projekt der Johannesburg Consolidated Investment Company (mit 51 %), die Companhia Mineira do Lobito (mit 39 %) und die portugiesische Kolonialverwaltung Angolas (mit 10 %) gegründet. Weitere Vorteile versprach man sich durch eine bessere Energieversorgung der in Südwestafrika gerade mit Bergbaukonzessionen ausgestatteten südafrikanischen und internationalen Bergbaugesellschaften, wie Anglo American, Falconbridge Nickel Mines, Bethlehem Steel, American Metal Climax, Société Nationale des Pétroles d'Aquitaine (SNPA) oder die Metallgesellschaft. Zusätzliche Elektroenergie aus dem Cunene Project war für den weiteren Ausbau der Anlage von Tsumeb Corporation und der Rössing Uranium Limited vorgesehen. Gerade für letztere bildete damals eine Verzögerung beim Bau der Cunene-Anlagen eine wirtschaftliche Beeinträchtigung auf ganzer Linie, da sie mit der britischen Atomenergiebehörde einen weiteren Liefervertrag für den Zeitraum 1976 bis 1982 geschlossen hatte. Ferner nahm 1975 die südafrikanische Bergbaubehörde Erkundungsarbeiten nach Rohstoffvorkommen in Südwestafrika auf.
Der erreichte Stand der Beziehungen zwischen Portugal/Angola und Südafrika schuf für einen weiteren und umfassenden Ausbau der Wasserinfrastruktur im Norden Südwestafrikas die gesicherte Basis. Zur planmäßigen Ausweitung der Wasserversorgung in dieser Region begannen 1973 auf Veranlassung der südafrikanischen Regierung Arbeiten am Water Master Plan for South West Africa, die in Regie des Department of Water Affairs, South-West Africa Branch lagen und der 1974 veröffentlicht wurde.

### Ende des portugiesischen Einflusses in Angola
Der Zusammenbruch des portugiesischen Kolonialreiches im Jahre 1974 beendet weit vor der technischen und baulichen Vollendung des Cunene Project die bilaterale Zusammenarbeit. Die nun in Luanda an die Macht gelangte Regierung der MPLA signalisierte die Absicht, eine langfristige Zusammenarbeit mit Südafrika in dieser Frage nicht fortzusetzen. Zu dieser Zeit verübte die SWAPO Anschläge auf die entstandenen Anlagen. Diese Situation beeinträchtigte die ordnungsgemäße Funktion der Projektkomponenten.
Die Lage spitzte sich im Verlauf des Frühjahrs 1975 zu, so dass sich die südafrikanische Regierung auf Initiative des Verteidigungsministeriums entschloss, die portugiesische Kolonialverwaltung in Luanda aufzufordern, für die Sicherheit der Projektmitarbeiter am Calueque-Damm zu sorgen. Nach einer Berichterstattung des südafrikanischen Verteidigungsministers im Parlament sollen im August 1975 Arbeiter in Calueque durch angolanische Soldaten bedroht worden seien. Daraufhin wurde eine SADF-Einheit zum Damm entsandt, um auf diese Weise zu versuchen, die durch Verhandlungen mit den angolanischen Behörden erlangte Stabilität für das Projekt wiederherzustellen. Das südafrikanische Militär kam unter Beschuss und besetzte daraufhin die Staudammanlagen. Infolgedessen nahm man die Bauarbeiten wieder auf. Die am Staudammprojekt beschäftigten Arbeiter würden sich nach Meinung des Verteidigungsministers weigern die Arbeiten weiter fortzuführen, falls das südafrikanische Militär wieder abgezogen werden würde.

### DasCunene Projectunter Kriegsbedingungen
Im Verlauf des südafrikanisch-angolanischen Grenzkonflikts zwischen 1975 und 1976 waren die wasser- und energiewirtschaftlichen Anlagen des Cunene Project auf Grund ihrer strategischen Bedeutung besonders gefährdet. Die Invasion wurde offiziell mit dem Schutz der Damm- und Kraftwerksanlagen begründet. Als langfristiges außenpolitisches Ziel war Südafrika an einer von ihr abhängigen und damit leicht beeinflussbaren angolanischen Regierung unter Beteiligung von FNLA und UNITA interessiert. Stattdessen entwickelte sich das militärische Engagement Südafrikas zum Endpunkt der Detente-Politik Pretorias, da bisher moderat eingestellte afrikanische Regierungen, wie in Nigeria, Ghana und Sambia, sich vom Weg einer strategisch ausgerichteten Kooperation mit Südafrika abwandten.
In der Vorbereitungsphase seiner Angola-Intervention baute Südafrika an der Nordgrenze von Südwestafrika seine militärische Infrastruktur massiv aus. Es entstanden zahlreiche Camps und der Hauptstützpunkt der Luftwaffe in Grootfontein. Einige dieser Standorte erhielten ausgedehnte unterirdische Anlagen. Die Zentralen des militärischen Oberkommandos lagen in Walfish Bay und in Südafrika. Spezialeinheiten der SADF begannen in der Mitte des Jahres 1975 einen 1000 Meter breiten Streifen entlang der Grenze zu roden, specially prohibited area genannt, aus dem alle bisherigen Einwohner zwangsumgesiedelt wurden. Im Verlauf dieser Maßnahmen verloren bis Juli 1976 etwa 50.000 Menschen ihre ursprünglichen Wohnorte. Zwischen Ruacana und dem Gebiet des Homelands Kavangoland errichtete man einen Sicherheitszaun.
Die ersten Militäreinheiten Südafrikas querten zwischen dem 9. und 11. August 1975 die Grenze zu Angola. Im August 1975 besetzten Einheiten der SADF die Staudammanlagen von Calueque. Im Zusammenhang mit dem vom Verteidigungsminister Botha erklärten Zurückweichen des südafrikanischen Militärs aus Südangola seit Januar 1976 bildete man 50 Kilometer nördlich der damaligen südwestafrikanischen Grenze eine Sicherheitszone aus. Im selben Monat verließen die Truppen nach schweren Kämpfen auch die Region um Calueque. Der endgültige Rückzug der SADF vom angolanischen Territorium erfolgte am 27. März nach Vermittlungsgesprächen durch Großbritannien, der Sowjetunion und Nigerias unter Garantie des Schutzes und der Unversehrtheit der Anlagen des Cunene Project bei Ruacana und Calueque. Südafrikanische Behördenvertreter und MPLA-Repräsentanten verhandelten einen Monat später über Bedingungen zur Fortsetzung der zwischenzeitlich eingestellten Bauaktivitäten am Staudamm Calueque. Dabei wurde von Südafrika auch die Respektierung der Südgrenze Angolas zugesichert, eine Zusage, die später vielfach verletzt wurde. Das Ergebnis dieser Verhandlungen ermöglichte zunächst eine Fortsetzung der Bauarbeiten bis in das Jahr 1977. Dieser Damm war für die Funktion des Kraftwerks in Ruacana und zur Bewässerung von Arealen in Nordzentralnamibia von funktionaler Bedeutung. Kurz vor seiner Fertigstellung verfügte die angolanische Regierung einen Baustopp. Die zunehmenden bilateralen Schwierigkeiten bei der Umsetzung des Projekts veranlassten die südafrikanische Regierung zu Alternativplanungen mit Dammbauten auf dem Territorium des durch ihre Besatzungspolitik immer stärker integrierten Südwestafrikas.
Im Umfeld der zunehmenden innenpolitischen Spannungen in Südwestafrika verübten Unbekannte im Mai und im Oktober 1978 Angriffe auf das Wasserkraftwerk Ruacana, wobei durch den Anschlag im Mai an Gebäuden erheblicher Schaden entstand. Im Juli unterbrach ein Anschlag eine wichtige Wasserversorgungsleitung in Ovamboland, wobei auch zwei Personen getötet wurden.
Die angolanische Regierung nutzte die Ruacana-Wasserzuführung und den Calueque-Damm fortan als politischen Hebel, um ihre Position im Konflikt mit den südafrikanischen Streitkräften zu stärken. In Folge der verhinderten Fertigstellung des Projekts konnten die Wasserlieferungen im Norden Südwestafrikas und eines Teils seiner Elektrizitätsversorgung nicht gesichert werden. Das gestaltete auch die südafrikanischen Operationen im Krieg gegen Angola sehr kompliziert. In Konsequenz dieser Lage baute die südafrikanische Eskom ihr Stromnetz in den nördlichen Teil von Südwestafrika aus, wodurch sich verminderte politische Einflussmöglichkeiten seitens Angolas ergaben. Im Ergebnis des Brazzaville-Protokolls von 1988 nach der Schlacht bei Cuito Cuanavale lenkte Angola ein und sicherte die Lieferung von Wasser für die ständig durch Trockenheit bedrohten Siedlungsräume und Habitate im Ovambo-Gebiet zu.

## Projektübernahme durch die Nachfolgestaaten

### Überblick
1990 übernahmen die unabhängigen Staaten den bis dahin eingetretenen Projektstand. Am 18. September 1990 unterzeichneten Namibia und Angola zwei Staatsverträge. Die eine Vereinbarung bezieht sich die künftige Kooperation im Allgemeinen. Die andere Vereinbarung regelte die gemeinsame Nutzung des Kunene und erkennt dabei die Abkommen von 1926, 1964 und 1969 als Vertragsgrundlage an. Folgende drei Handlungsbereiche bilden den Kern des Abkommens von 1990:
- Der Abschluss der unvollendeten Ruacana-Calueque-Wasserversorgung.
- Die Bildung einer gemeinsamen Betreiberinstitution mit der Aufgabe, eine maximal vorteilhafte Wasserzuflussregulierung am Gove-Staudamm, die für eine optimale Stromerzeugung bei Ruacana benötigt wird, zu garantieren. Ferner beinhaltet sie die Kontrolle der Wassergewinnung entlang des Mittellaufs des Kunene sowie die Gewährleistung eines kontinuierlichen Betriebs und einer angemessen etablierten Wartung der Wasserpumpen am Calueque-Staudamm und des Ableitungsswehrs bei Ruacana.
- Der gemeinsamen Betreiberinstitution (PJTC) wird auf der Grundlage der Vereinbarung von 1969 ermöglicht, die Entwicklung weiterer Bewässerungssysteme im Bereich des Kunene zu ermitteln sowie den gegenwärtigen und künftigen Elektrizitätsbedarf in beiden Ländern feststellen zu können.

Der Bürgerkrieg in Angola zwischen 1990 und 2002, der mit dem Tod von UNITA-Führer Jonas Savimbi auslief, hatte eine regelmäßige Betreuung von Wasserkraft- und Bewässerungsanlagen auf angolanischem Gebiet und die gemeinsame Projektentwicklungen stark eingeschränkt. In diesem Zeitraum entstand an den technischen Anlagen und Baulichkeiten ein erheblicher Sanierungsbedarf. Zudem beförderte der steigende Energiebedarf beider Volkswirtschaften Überlegungen bezüglich des Baus neuer Kraftwerkskapazitäten.
Zwischen 1995 und 1998 untersuchte die Projektgruppe NamAng die Machbarkeit des Epupa Project, für das schon von südafrikanischen Ingenieuren erbrachte Planungen vorlagen. NamAng war ein Konsortium aus den Firmen Norconsult (Norwegen), SwedPower (Schweden), Burmeister and Partners (Namibia) und SOAPRO (Angola).
In den Jahren 1998 und 1999 gab es zwischen beiden Staaten mehrere PJTC-Treffen, die den Bau von einem neuen Wasserkraftwerk am Unterlauf des Kunene zum Gegenstand hatten. Es wurden dabei die möglichen Standorte an den Epupafällen (Namibias Vorzugsstandort) oder im Bereich der Baynes-Berge (Angolas Vorzugsstandort) erörtert. Die instabile Sicherheitslage in Angola wirkte sich neben anderen Faktoren hemmend auf den Fortgang der Planungen aus. Im Jahre 2008 wurde der Kraftwerksbau an den Epupafällen verworfen und seine Alternative favorisiert. Ausschlaggebend für die Entscheidung waren u. a. der 6,5fach größere Überflutungsbereich des Epupa-Dammprojektes und die dort vorherrschende höhere Verdunstungsrate über dem angestauten Wasser.
Die technisch-ökonomische Projektstudie für das Baynes Hydropower Project erstellte das Cunene Consortium. Diese Arbeitsgruppe besteht aus brasilianischen Unternehmen, welche sind: Construtora Norberto Odebrecht S.A. (Projektleitung), Eletrobrás - Centrais Elétricas Brasileiras S.A., Furnas Centrais Elétricas S.A. und Engevix Engenharia S.A.
Im März 2020 teilte die angolanische Seite mit, dass der Stausee mit Wasserkraftwerk ab 2021[veraltet] gebaut werden solle und die Inbetriebnahme für 2025 geplant sei.

### Institutionen
In Angola ist die Behörde Gabinete Para a Administração da Bacia Hidroeléctrica do Cunene (GABHIC) für die gemeinsam verwalteten Anlagen zuständig. Sie untersteht dem Ministerium für Energie und Wasser.
Die gemeinsame Arbeitsgruppe Permanent Joint Technical Commission on the Cunene River (PJTC) / Comissão Técnica Permanente Conjunta Angola/Namibia (CTPC) steuert nun die weitere Entwicklung und überwacht die bestehenden Anlagen. Deren Zuständigkeit umfasst drei Dämme und ein Wasserkraftwerk. Es existieren das Kavernenkraftwerk Ruacana Hydro Power Station auf namibischem Territorium, der Umleitungsdamm von Ruacana (Ruacana Diversion Weir), der Staudamm Gove und der Staudamm Calueque. Vom Calueque-Staudamm aus erfolgt die Wasserversorgung für das nördliche Namibia.

### Gove Dam/Barragem do Gove
Mit den Planungsarbeiten und der Errichtung des Gove-Staudamms (13° 27′ 4″ S, 15° 52′ 6″ O) südlich der Stadt Huambo wurde 1969 begonnen. Wegen der südafrikanischen Invasion und der späteren Bürgerkriegssituation in Südangola mussten die Arbeiten zwischen 1975 und 1983 eingestellt werden. Bereits 1986 erfolgte eine weitere Unterbrechung des Dammbaus, weil in der Region die Kämpfe wieder aufflammten. 1990 zerstörten Sprengstoffanschläge Teile der vorhandenen Anlagen. Mit der Reparatur der dabei eingetretenen Schäden wurde 2001 begonnen. Die Vollendung des jahrzehntelangen Dammbauprojekts lag schließlich in der Verantwortung des brasilianischen Baukonzerns Odebrecht. Die Inbetriebnahme erfolgte in der Mitte des Jahres 2012.

### Matala Dam/Barragem do Matala
Der Matala-Stausee am Stadtrand von Matala (14° 44′ 29″ S, 15° 2′ 35″ O) wurde bereits 1954 fertiggestellt und bildet demzufolge ein externes Teilobjekt im Cunene Project. Er liegt am Mittellauf des Kunene in der Provinz Huíla und ist der Empresa Nacional de Electricidade (ENE) unterstellt. Eine umfassende technische und bauliche Modernisierung wurde 2011 begonnen. Der Staudamm wurde mit zwei Generatoren erbaut, die jeweils 13,6 MW Leistung erzeugen konnten. Sein Versorgungsschwerpunkt umfasst die Elektrizitätslieferungen für die Städte Lubango und Moçâmedes.

### Calueque Dam/Barragem do Calueque
Der Bau des Calueque-Staudamms (17° 16′ 21″ S, 14° 32′ 41″ O) begann 1974. Die Sicherheitsrisiken im Angolanischen Bürgerkrieg und das Vordringen der südafrikanischen Streitkräfte verhinderten zu dieser Zeit eine Fertigstellung der Talsperrenanlage. Bei den Kämpfen bombardierten kubanische Piloten auf angolanischer Seite am 27. Juni 1988 (nach anderen Angaben am 29. Juni) die Staudammanlagen. Es kamen dabei Soldaten der SADF ums Leben. Im Jahre 2012 wurde eine weitgehende Sanierung im Umfang von 225 Millionen US-Dollar in Angriff genommen. Die Arbeiten waren für einen Zeitraum von zwei Jahren geplant.

### Ruacana Diversion Weir/Açude de Derivação do Ruacaná

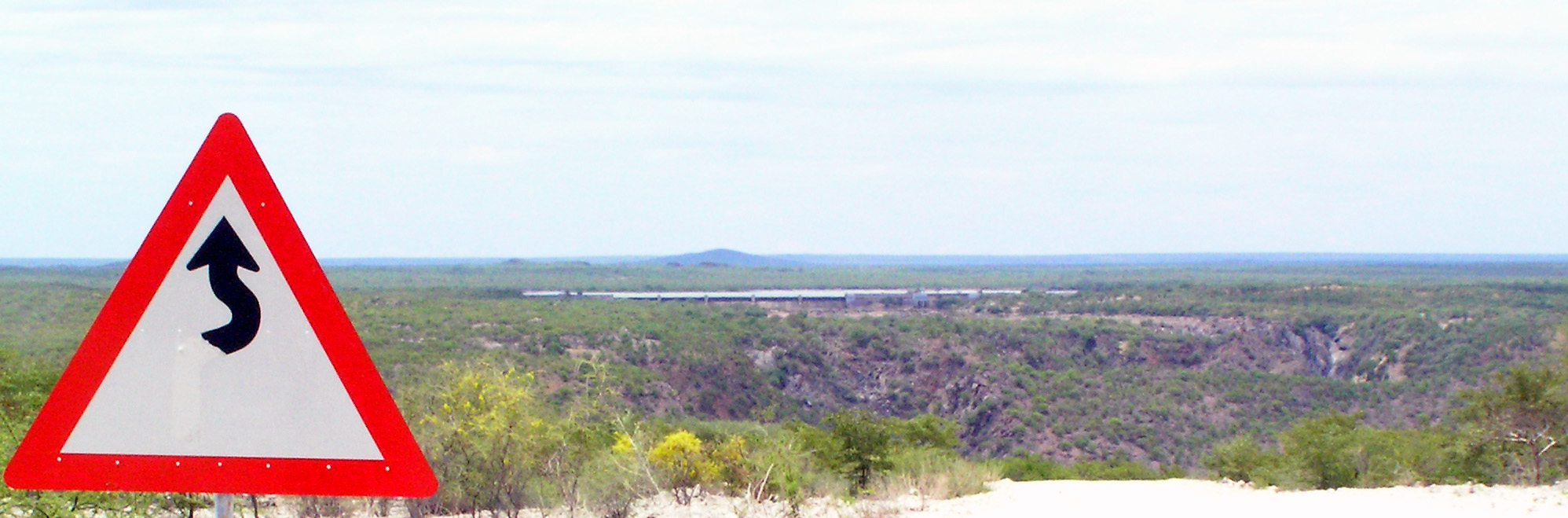
Der Ruacana-Ableitungsdamm mit Wehr in Angola

Der Ruacana-Ableitungsdamm (17° 23′ 10″ S, 14° 12′ 52″ O) befindet sich etwa 800 Meter flussaufwärts vor den Ruacana-Fällen auf dem Gebiet von Angola und dient dazu, über eine unterirdische Druckrohrleitung dem Wasserkraftwerk Ruacana die erforderliche Betriebswassermenge zuzuleiten. Die Bauarbeiten am Wehr wurden wie beim Wasserkraftwerk 1971 begonnen und 1978 beendet.

### Ruacana Hydro Power Station/Central Hidroeléctrica do Ruacaná
Das Ruacana-Wasserkraftwerk bildet eine der bedeutendsten Quellen für die Elektroenergieversorgung in Namibia. Seiner Bauweise nach handelt es sich um ein Kavernenkraftwerk. Die tunnelförmigen Kavernen mit den Turbinen liegen 140 Meter unter der Geländeoberfläche. Dort befinden sich drei 80-MW-Generatoren. Die erzeugte Elektroenergie gelangt über Leitungen in einem senkrechten Tunnel an die Erdoberfläche. Von der betriebseigenen Transformatorenstation gelangt der Strom über eine 570 Kilometer lange 330-kV-Hochspannungsleitung in die Nähe von Omaruru zu einem Umspannwerk für das landesweite 220-kV-Netz.
Zum Bau des Kavernenkraftwerks sind 415.000 Kubikmeter Gestein gebrochen und abtransportiert worden. Die Anlagen waren 1978 einsatzfähig, konnten jedoch nicht in Betrieb genommen werden, weil die damaligen angolanischen Behörden die Inbetriebnahme des Ableitungswehres verweigerten, weshalb die Turbinen keine Wasserzuführung erhielten. Im Januar 1980 konnten die Schleusentore des Wehrs geschlossen werden und das Kraftwerk seinen Betrieb aufnehmen. Kurz darauf war die vom Kraftwerk wegführende Hochspannungsleitung wiederholten Sabotageanschlägen ausgesetzt, die zu häufigen Unterbrechungen in den Stromlieferungen führten. Mit Hilfe von Militäreinheiten wurden diese Angriffe reduziert. Südafrika entschloss sich in dieser Zeit trotzdem, das Stromversorgungssystem Südwestafrikas an das Verbundnetz der Eskom anzuschließen.

### Olushandja Dam/Barragem de Olushandja
Der 1990 fertiggestellte Olushandja-Stausee (auch als Etaka-Damm bezeichnet) liegt auf namibischem Territorium und erhält seine Wasserzuführung aus dem Calueque-Stausee in Angola über eine 1658 mm im Durchmesser messende Rohrleitung (Länge 2437 m) und einen sich anschließenden Kanal (Länge 21.605 m), der Calueque-Oshakati-Kanal. Der Stausee dient der Wasserversorgung in Nordzentralnamibia. Sein Damm wurde im Verlaufe militärischer Operationen beschädigt und musste repariert werden.
Von dieser Anlage verlaufen weitere Wasserleitungen und der Etaka-Kanal nach Südwesten, die zur Wasserversorgung in Nordzentralnamibia, besonders im Gebiet nördlich der Etosha-Pfanne beitragen. Die Anlage ist das nördlichste Wasserreservoir in Namibia.

### Calueque–Oshakati Canal/Canal Calueque-Oshakati
Der 1977 in Betrieb genommene Calueque-Oshakati-Kanal beginnt am Ende eine Pipeline (17° 17′ 38″ S, 14° 32′ 10″ O) südlich des Calueque-Stausees in Angola und führt über eine Distanz von 150 Kilometern zum namibischen Oshakati purification plant (17° 46′ 57″ S, 15° 42′ 22″ O), eine Wasserreinigungsanlage, die neben weiteren Aufbereitungsanlagen Trink- und Brauchwasser im Bereich des Cuvelai-Etosha Basin zur Verfügung stellt. Weitere Wasseraufbereitungsanlagen zur Versorgung der Siedlungen entlang des Kanalverlaufes sind in Olushandja, Ombalantu und Ogongo errichtet worden.
Der Kanal erstreckt sich durch den südlichen Bereich des Oshana-Systems.

## Folgeentwicklungen
Nach dem Vorbild der im September 1990 gegründeten Permanent Joint Technical Commission on the Cunene River entstand kurz darauf im November in Hinsicht auf beiderseitige Wassernutzungsinteressen zwischen Namibia und Botswana die Joint Permanent Technical Commission (JPTC). Beide Kommissionen trafen sich 1991 in Windhoek zu Fragen der Wassernutzung im Okavango-Becken und um die mögliche Gründung einer trilateralen Institution zu prüfen. Im Ergebnis dieses Prozesses entstand am 15. September 1994 in Windhoek die Permanent Okavango River Basin Water Commission (OKACOM).
Am Unterlauf des Kunene, im Bereich der Baynesberge entwickelt die namibische Energiebehörde NamPower in Abstimmung mit den angolanischen Partnern das Baynes Hydropower Project. Südlich des Ruacana-Wasserkraftwerks soll eine neue Verteilerstation, die Kunene substation gebaut werden. Sie ist für die Weiterleitung von Elektroenergie aus der künftigen Baynes Hydropower Station via 400-kV-Leitung zur existierenden Omatando substation bei Ongwediva vorgesehen, um dort auf 132 kV umgespannt zu werden. Gegen Ende 2016 wird mit der Fertigstellung dieser Übertragungsleitung gerechnet.[veraltet]